# Hernando de Talavera

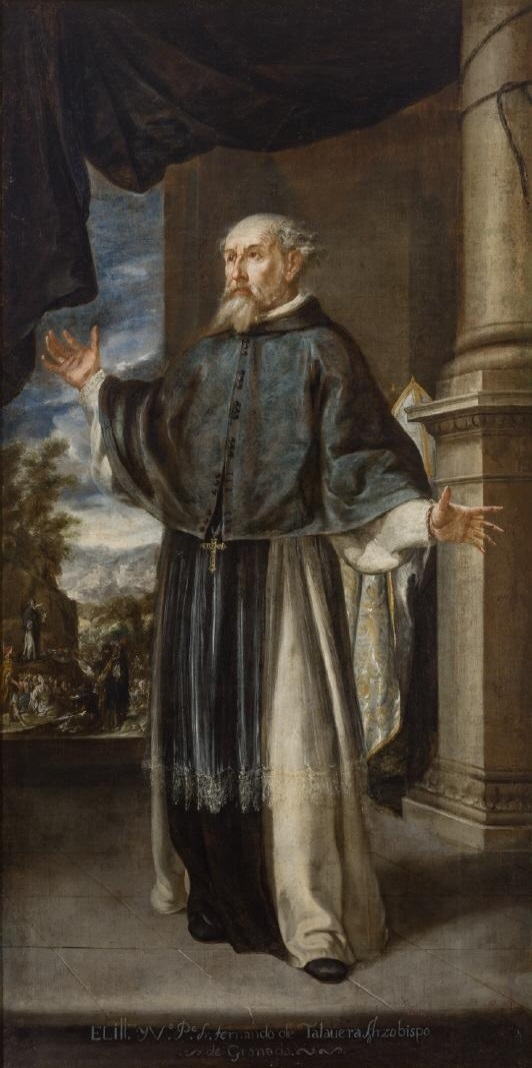
Fray Hernando de Talavera (1656–57), von Juan de Valdés Leal, Museo de Bellas Artes de Sevilla.

Hernando de Talavera OSH (auch: Fernando de Talavera) (* um 1428 in Talavera de la Reina, Kastilien; † 14. Mai 1507 in Granada) war ein spanischer Theologe und Politiker.

## Leben

### Herkunft und Beginn der Laufbahn als Theologe
Hernando de Talavera wurde 1428 oder 1430 in Talavera de la Reina geboren. Als sein Vater wird Fernan Alvarez de Toledo, der spätere Graf von Oropesa vermutet, der zumindest sein Theologiestudium in Salamanca finanzierte. Bei seiner Mutter wird die Abstammung aus einer Converso-Familie angenommen.
Von 1445 bis 1460 studierte er Theologie an der Universität Salamanca, an der er dann zwischen 1463 und 1466 Moraltheologie unterrichtete.
Im Juli 1466 legte er im Kloster Jerónimo de San Leonardo in Alba de Tormes sein Gelübde als Mönch des Hieronymiten-Ordens ab. Ab 1470 war er Prior des Klosters Nuestra Señora del Prado in Valladolid.

### Laufbahn als Politiker
Zu Beginn des Jahres 1475 wählte Königin Isabella I. ihn zu ihrem Beichtvater und Berater. Wenige Monate war er auch der Beichtvater des Königs Ferdinand.
In den Jahren 1475 bis 1480, während des Kastilischen Erbfolgekrieges, unterstützte er die Königin bei der Lösung verschiedener Probleme. Er erwies sich auch später noch als Finanzexperte der Monarchie. So organisierte er die Beschlagnahme Liturgischer Geräte der Kirchen mit dem Versprechen, sie zurückzugeben, wenn die Umstände es zulassen.  Das „Kirchensilber“ (la plata de las iglesias) wurde für Kredite verpfändet mit deren Hilfe die Kosten des Krieges gedeckt werden konnten.
Nach dem Ende des Kastilischen Erbfolgekrieges wurden, auf Beschluss der Cortes von Toledo 1480, die Forderungen des hohen Adels auf Staatsleistungen überprüft. Eine Kommission, die von Hernando de Talavera geleitet wurde, stellte anhand von Registern aus den Jahren 1477 bis 1479 im ganzen Königreich Untersuchungen an, um herauszufinden, welche Forderungen zu Recht bestanden und welche nicht. Als Ergebnis dieser Überprüfung verloren die früheren Gegner der Katholische Könige etwa zwei Drittel, die Unterstützer aber immerhin auch ein Drittel ihrer regelmäßigen Zahlungen aus der Staatskasse.
Ab 1480 war Hernando de Talavera Visitator des Hieronymiten-Ordens. In dieser Position setzte er sich für die strenge Befolgung der Ordensregeln in ihrer ursprünglichen Form ein. 1483 übernahm er das Amt des Administrators der Diözese Salamanca. 1485 wurde er zum Bischof von Ávila geweiht.
Von 1486 bis 1492 organisierte Hernando de Talavera die Beschaffung und Verwaltung der Mittel die notwendig waren um die Feldzüge gegen das Emirat von Granada zu finanzieren. Eine Maßnahme war, dass er im Kloster Santa Maria del Prado die Kreuzzugsbulle, die von Papst Sixtus IV. erlassen worden war, die einen Sündenstrafnachlass gewährte in mehreren 100.000 Exemplaren drucken ließ. Sie wurde von Hunderten von Predigern an die Gläubigen verkauft. Von dem Erlös erhielt der Papst nur eine kleine Abfindung der größte Teil wurde für den „Kreuzzug gegen die Mauren“ verwendet.
In seiner Stellung als Berater der Königin war Hernando de Talavera auch 1486 und 1492 an der Erstellung von Gutachten beteiligt die die Pläne von Christoph Kolumbus bewerteten. Hernando de Talavera lehnte das Projekt ab, weil Experten die Berechnung der Entfernungen als fehlerhaft einschätzten. Nachdem die Übereinkunft von Santa Fe von den Katholischen Königen unterschrieben war, beschaffte Talavera aber die notwendigen Mittel für die Ausstattung der Flotte von drei Schiffen.

### Erzbischof von Granada

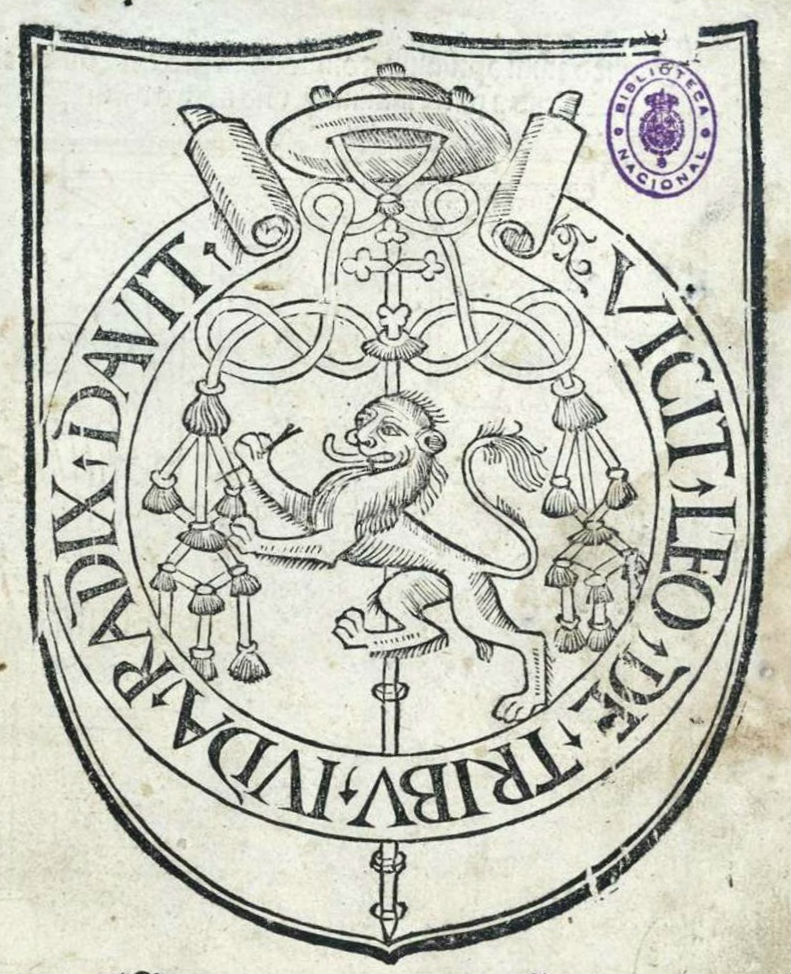
Wappen des Erzbischofs von Granada Hernando de Talavera

Zur Zeit der Regierung muslimischer Herrscher war Granada ein Titularbistum. Im Laufe des Krieges gegen das Emirat von Granada waren verschiedene andere Städte (Almería, Guadix, Málaga) erobert worden, die früher einmal Bischofssitze waren und an denen neue Diözesen errichtet wurden. Am 10. Dezember 1492 wurde das Erzbistum Granada mit den verschiedenen Suffragandiözesen neu eingerichtet. Talavera wurde der erste Erzbischof von Granada. Es gab nur wenige Priester, kaum geweihte Kirchen oder Klöster und keine kirchlichen Verwaltungsstrukturen. Nur ein kleiner Teil der Bevölkerung bestand aus getauften Christen oder sprach Kastilisch. Talavera hatte in verschiedenen Schriften zwar schon früher seine Ansichten zur Bekehrung der Muslime dargelegt, nun musste er diese theoretischen Überlegungen in die Praxis umsetzen. Er bemühte sich dabei die Vorgaben der Vereinbarungen für die Übergabe Granadas an die Katholischen Könige, an deren Ausarbeitung er selbst beteiligt war, genau einzuhalten. Er verlangte, dass die Bekehrung der Muslime durch Überzeugung und nicht durch Anwendung von Gewalt geschehen solle. Talavera förderte die Herausgabe eines Lehrbuches der arabischen Sprache durch Pedro de Alcalá und ermutigte seine Pfarrer, Arabisch zu lernen, um mit den Gemeindemitgliedern kommunizieren zu können. Er selbst besaß Übersetzungen des Korans in kastilischer und lateinischer Sprache. Die Vorgehensweise Hernando de Talaveras bei der Bekehrung der muslimischen Bevölkerung stand im Gegensatz zu den Vorstellungen des neuen Beichtvaters der Königin Isabella. Der Erzbischof von Toledo Francisco Jiménez de Cisneros war der Ansichten, dass, auch wenn die Getauften nicht wirklich überzeugte Christen wären, deren Kinder und Enkel, die innerhalb einer christlichen Gesellschaft erzogen werden, es sicher sein würden. Mit der Zustimmung des Generalinquisitors Diego de Deza kam Francisco Jiménez de Cisneros, umgeben von einer Gruppe von Kaplänen und Katecheten des Bistums Toledo, im November 1499 nach Granada. Am Jahresende 1499 und im Januar 1500 tauften die von Cisneros aus Toledo mitgebrachten Franziskaner mehrere Tausend Menschen. Ende Januar 1500 stellte Erzbischof Cisneros fest, dass es keine ungetaufte Person mehr in Granada gäbe. Um bei der Bevölkerung einen Rückfall in den alten Glauben zu verhindern, ließ Cisneros alle Manuskripte und Drucke des Korans und anderer Schriften mit nichtchristlichem religiösem Inhalt beschlagnahmen. Den Christen war das Lesen dieser Art von Literatur verboten. Die sechs- bis siebentausend Bücher wurden in Granada auf der Plaza Bibarrambla verbrannt. Das genaue Datum und die Menge der verbrannten Bücher ist nicht sicher überliefert. Dieses Vorgehen führte zu Aufständen der Bevölkerung die mit militärischer Gewalt niedergeschlagen wurden. Das ruinierte den guten Ruf den der Erzbischof von Granada bei der Bevölkerung seiner Erzdiözese genossen hatte.

### Ermittlungen der Inquisition gegen Hernando de Talavera
Im Frühjahr 1506 ließ der Inquisitor von Córdoba, Diego Rodríguez Lucero, Familienmitglieder, Freunde und Mitarbeiter des Erzbischofs von Granada in dem Inquisitionsgefängnis im Alcázar de los Reyes Cristianos in Córdoba inhaftieren. Um gegen den Erzbischof selbst vorgehen zu können, war die Genehmigung des Papstes erforderlich. Auf Bitten des Generalinquisitors Diego de Deza beauftragte König Ferdinand seinen Botschafter in Rom die Zustimmung zur Durchführung eines Inquisitionsverfahrens gegen Hernando de Talavera bei Papst Julius II. zu beantragen. Der beauftragte 30. November 1506 Giovanni Ruffo dei Theodoli den Nuntius in Spanien, ihm mehr Informationen zu der Angelegenheit zu beschaffen. Der Nuntius schickte eine große von Anzahl Berichten nach Rom, in denen prominente Kleriker und Politiker bezeugten, dass an dem Handeln und der Einstellung des greisen Erzbischofs keinerlei Kritik angebracht sei. Der Papst ordnete daraufhin an, alle Ermittlungen einzustellen und die Gefangenen unverzüglich freizulassen. Hernando de Talavera erfuhr von der Entscheidung kurz bevor er am 14. Mai 1507 im Alter von mehr als 75 Jahren in Granada starb.

### Seligsprechungsverfahren
Im Jahr 2017 begann das Erzbistum Granada mit den Vorarbeiten für eine Seligsprechung von Hernando de Talavera.